# Sequestro giudiziario
Il sequestro giudiziario, in Italia, è un istituto giuridico previsto nel diritto processuale.
È una misura adottata, nell'ambito di un procedimento pendente, ad impedire l'alienazione di beni mobili del convenuto a terzi, mentre non è idoneo ad evitare l'alienazione di immobili o beni mobili registrati.

## Requisiti
La concessione del sequestro giudiziario è subordinata a due requisiti:
- fumus boni iuris, l'esistenza di una controversia sulla proprietà o sul possesso ovvero, nel caso di sequestro di un oggetto strumentale, che sia controverso il diritto alla relativa esibizione o comunicazione;
- periculum in mora, l'opportunità di procedere alla loro custodia o gestione temporanea, attesa la sussistenza di un pericolo (ad es. di sottrazione o di distruzione).

## Disciplina normativa
Nel civile è previsto dall'art. 670 del codice di procedura civile ed è una misura cautelare che tende ad assicurare la conservazione del bene mediante la sua custodia o la sua eventuale gestione temporanea. Il bene in questione può coincidere con l'oggetto della controversia (art. 670 p.c., n° 1), ma può anche essere un oggetto strumentale (cioè una cosa da cui si pretende desumere un elemento di prova, art. 670 p.c., n°2), necessario cioè alla definizione della controversia.
L'attuazione del sequestro giudiziario avviene con la nomina da parte del giudice di un custode (art. 676 p.c.), con relativa fissazione dei criteri e limiti dell'amministrazione delle cose sequestrate. La cosa viene consegnata al custode secondo le norme relative all'esecuzione per consegna o rilascio (art. 605 p.c.).

## Disposizioni specifiche
Secondo il codice delle leggi antimafia del 2011 è stato previsto il sequestro dei beni dei soggetti sottoposti a indagine per mafia, quando si "ha motivo di ritenere che gli stessi siano il frutto di attività illecite o ne costituiscano il reimpiego". (art. 20) 